# 科尔邦 (卡尔瓦多斯省)
科尔邦（法語：Corbon）是法国卡尔瓦多斯省的一个市镇，属于利西厄区（Lisieux）康布雷梅县（Cambremer）。该市镇总面积4平方公里，2009年时的人口为73人。

## 人口
科尔邦人口变化图示
| 数据来源：INSEE |